# 황규관
황규관(1968년 ~ )은 대한민국의 시인이자 출판인이다. 삶이 보이는 창의 대표이다.
1968년, 전주에서 태어났다.

## 수상
- 1993년: ＜지리산에서＞ 외 9편으로 전태일문학상 수상

## 시집
- 1998년: ≪철산동 우체국≫(내일을여는책) 출간
- 2000년: ≪물은 제 길을 간다≫(갈무리) 출간
- 2007년: ≪패배는 나의 힘≫(창비) 출간
- 2011년: ≪태풍을 기다리는 시간≫(실천문학사) 출간